# Ворсобин, Владимир Владимирович
Влади́мир Влади́мирович Ворсо́бин (род. 10 февраля 1973, Саранск, СССР) — российский журналист, политический обозреватель и специальный корреспондент газеты «Комсомольская правда» и ведущий радиостанции «Комсомольская правда». Лауреат Премии Правительства Российской Федерации 2016 года в области средств массовой информации.

## Биография
Родился 10 февраля 1973 года в Саранске.
В 1990 году окончил школу № 24 Саранска.
В 1995 году окончил филологический факультет Мордовского государственного университета имени Н. П. Огарёва по кафедре современной журналистики и общественного мнения.
С августа 1999 года — политический обозреватель газеты «Комсомольская правда».
Ведущий программ «Гражданская оборона» и «По сути дела» (соведущий Н. В. Стариков) на радиостанции «Комсомольская правда».

## Резонансные расследования

### ДелоГрабового
После серии публикаций Владимира было возбуждено уголовное дело против Григория Грабового. Собственное расследование было начато осенью 2005 года. Вместе с художником журналист составил фотопортрет несуществующего человека. Фотопортрет был представлен Грабовому как портрет умершего сводного брата журналиста. По словам потерпевшего, после приёма, за который журналист заплатил 39 тысяч 100 рублей, Грабовой сказал, что человек, изображённый на фотопортрете, воскрешён и находится в Санкт-Петербурге. В основу дела легло заявление Ворсобина о преступлении и собранные им вещественные доказательства. На призыв газеты откликнулись ещё 10 жертв экстрасенса, в итоге суд приговорил мошенника к 8 годам лишения свободы, из которых он отсидел 4.

### БингстиМиллиарды рублей собирают с граждан и… сливают в канализацию!
Владимир Ворсобин обнаружил, что уже много лет водоканалы по всей стране собирают деньги с людей для борьбы с паразитами в стоках. Но такую борьбу академики признали лженаукой. На что спускают народные рубли?

## Награды и премии
- Премия Правительства Российской Федерации 2016 года в области средств массовой информации (3 декабря 2016 года) — за серию журналистских расследований[5].